# Asianux
Asianux fue una distribución Linux, desarrollada en conjunto por los distribuidores Red Flag Linux de China, Miracle Linux Corporation de Japón (50,5% propiedad de Oracle Corporation), Haansoft Corporation de Corea del Sur, VietSoftware de Vietnam (desde septiembre de 2007) y WTEC de Tailandia (desde diciembre de 2008).
Es distribuida y comercializada por la Red Flag Software y Miracle Linux. Asianux ha sido diseñada como un componente principal o base de una distribución de Linux, la cual puede ser liberada por las empresas vinculadas hacia sus distribuciones, creando así una distribución con características distintas.
Los idiomas soportados por Asianux incluyen el Chino, Japonés, Coreano e Inglés.
Se han establacido comparaciones entre Asianux y United Linux, esta última, un intento por parte de SUSE, TurboLinux, Conectiva y SCO Group basada en Red Hat Enterprise Linux

## Lanzamientos
- Asianux 3.0 (versión actual) del 22/09/2007[9]
- Asianux 2.0 del 21/08/2005,[10] la cual estaba basada en Red Hat Enterprise Linux 4.
- Asianux 1.0, liberada en el 21/06/2004.[11] Asianux 1.0 estaba basada en Red Hat Enterprise Linux 3.